# Вранци
Вранци или корморани (лат. Phalacrocoracidae) је породица птица која се према традиционалној класификацији сврстава у ред несита или пеликана (Pelecaniformes), а према модерној у ред блуна (Suliformes).
Према класификацији ITIS-a, породица укључује три рода: Phalacrocorax, Leucocarbo и Microcarbo. Постоје и другачије класификације, а према једној од њих у оквиру породице се налази само један род Phalacrocorax, који укључује све врсте, којих укупно има 42, док се према другим класификацијама породица Phalacrocoracidae дели на више од три рода.

## Опис
Вранци воде активан начин живот. Имају усправно држање, дугачак врат и њихови прсти су повезани пловним кожицама. Веома су добри пливачи и рониоци.
Перје одрасле птице је сјајно црно са белим мрљама на подбратку и образима, а понекад је са сјајно зеленим преливом.

## Распрострањеност
Живе свуда по свету осим у региону средњег Пацифика.

## Станиште
Већина врста живи дуж морских обала, а неке врсте живе на копну поред слатких вода.

## Исхрана
Вранци се хране углавном рибом.

## Систематика
Вранци су традиционално смештани у ред несита (лат. Pelecaniformes). Род Phalacrocorax је увео француски зоолог Матирен Жак Брисон 1760. године са великим вранацем (Phalacrocorax carbo) као типском врстом. Phalacrocorax је латинска реч за „корморана”. Род садржи 22 врсте укључујући једну врсту која је изумрла у 19. веку.
Врсте које припадају породици вранаца према Приручнику птица света (енгл. Handbook of the Birds of the World):
- Род 
  - Жутогрли вранац
[9]
  - Маслинасти вранац или неотропски вранац
 (Phalacrocorax brasilianus или Phalacrocorax olivaceus)
  - Мали црни вранац

  - Велики вранац
[9]
  - Белогруди вранац

  - Индијски вранац

  - Јужноафрички капски вранац[10]

  - Бронзани вранац[9][10]

  - Валбергов вранац[10]

  - Јапански вранац

  - Брантов вранац

  - Штелеров вранац или вранац наочарац или Паласов вранац
 (Phalacrocorax perspicillatus) – (изумро око 1850)
  - Морски вранац
[9]
  - Пучински вранац

  - Црвенолики вранац

  - Магелански вранац

  - Аустралијски шарени вранац или жутолики вранац

  - Црнолики вранац

  - Црвеноноги вранац

  - Пегави вранац

  - Питски вранац

  - Вранац нелетач

- Род 
  - Гуано вранац

  - Новозеландски краљевски вранац

  - Отагоански вранац

  - Фовоов вранац

  - Чатамски вранац

  - Окландски вранац

  - Кембелов вранац

  - Баунтијски вранац

  - Плавооки вранац

  - Антарктички вранац

  - Јужноџорџијски вранац

  - Хердски вранац

  - Крозијски вранац

  - Кергеленски вранац

  - Макворијски вранац

- Род 
  - Мали шарени вранац

  - Дугорепи вранац[9] или тршћачки вранац

  - Ћубасти вранац[10]

  - Јавански вранац

  - Мали вранац[9]


Подврсте

## Занимљивости
- У Североисточној Азији се јапански вранац користи за риболов. На врат птице се поставља метални прстен како не би прогутао ловину.
- Рибари са Дојранског језера у Македонији такође користе вранце за риболов.
- На подручју јужнословенских земаља живи и мали вранац - врста угрожена у целом свету. У Војводини та врста се гнезди уз Дунав крај Ђердапа. Такође постоје колоније у Копачевском риту и на Скадарском језеру.[3]
- Вранац је инспирација за митско створење ливерпулску птицу која је символ града Ливерпула и која је препознатљива у популарној култури ка култни грб ФК Ливерпул.[11]

## Галерија
- Вранац
- Пар корморана
- Велики вранац